# 婴儿营养

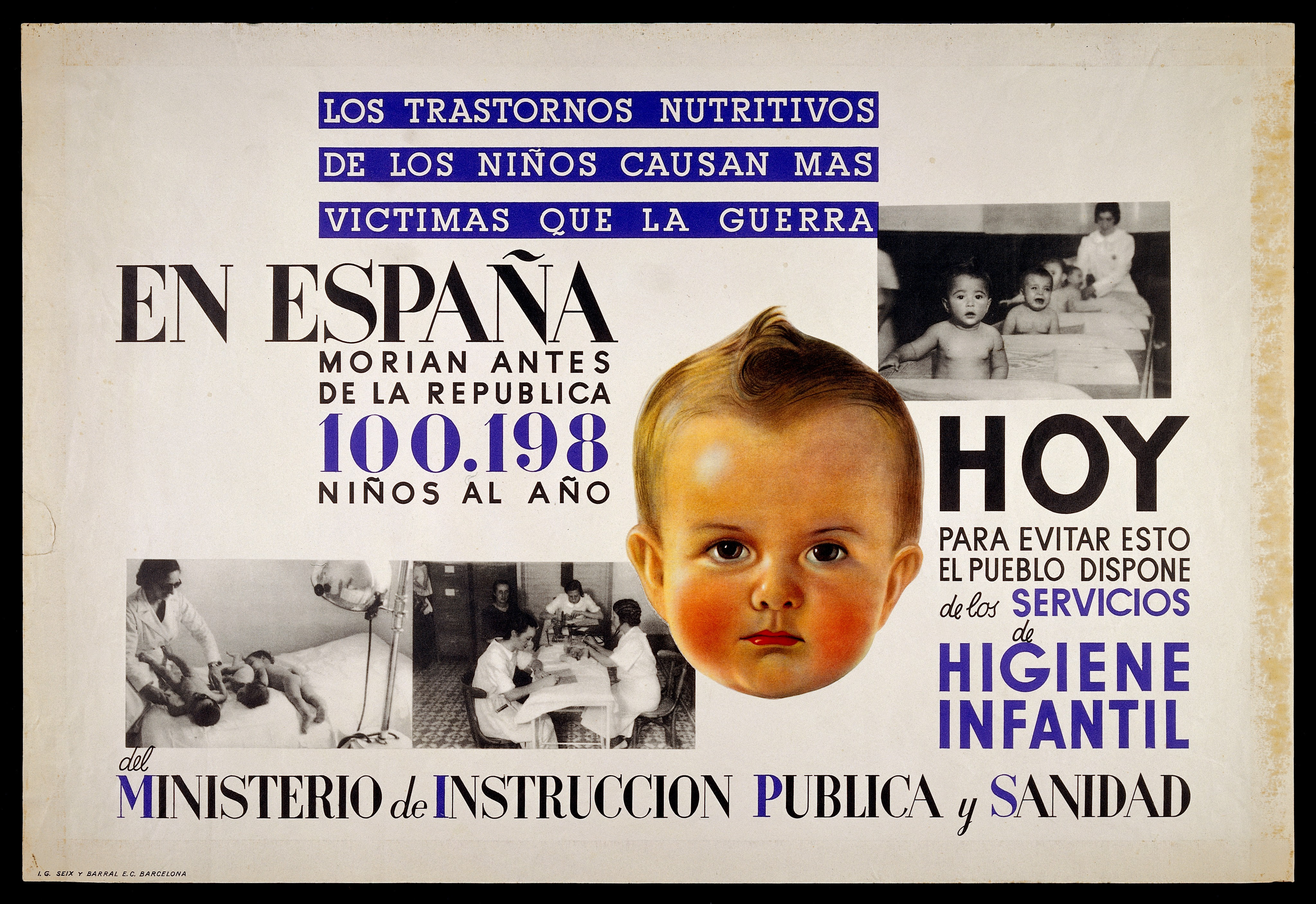
西班牙政府鼓励提高婴儿营养以减少婴儿死亡率的公益海报

婴儿和新生儿营养，是指新生儿和婴儿日常饮食的营养需求。充分摄入营养丰富的食物，可以为婴儿提供了健康所需的能量和营养，其中缺乏基本卡路里、矿物质、营养液和维生素的婴儿饮食，会被视为是不良营养。对婴儿来说，母乳是最佳营养来源，它含有婴儿所需的维生素和矿物质。婴儿配方奶粉，适用于母亲不能或决定不用母乳喂养的婴儿，或作为一类补充营养的来源。

## 概述

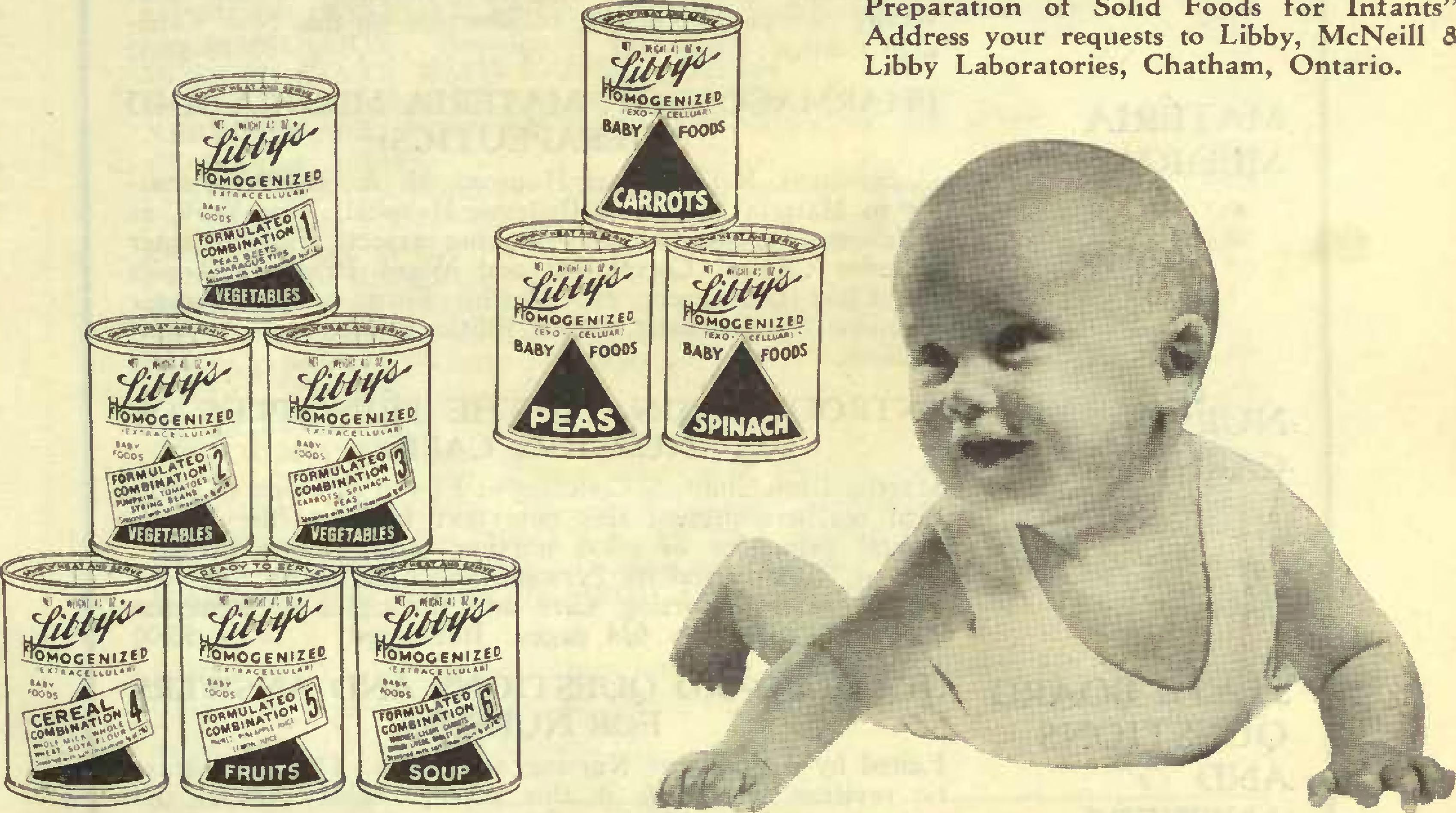
1939年加拿大护士协会对于婴儿营养膳食结构均匀化的推荐

婴儿是儿童生长发育最快速的时期，营养不仅要满足其新陈代谢的需要，还要保证体格生长和各器官发育的需求。婴儿期消化吸收功能尚未完善，机体与环境之间尚未很好地相互适应、相互平衡，因此合理的营养与喂养至关重要。其营养需要主要是能量（卡路里）、蛋白质（组氨酸、半胱氨酸、酪氨酸、牛磺酸等）、矿物质（钙、铁、锌、碘）、脂溶性维生素（维生素A、维生素D、维生素E）。
母乳喂养是最科学、最有效的喂养方法，具有其他乳制品不可替代的优越性。世界卫生组织提出，鼓励、支持、保护、帮助母乳喂养。为了推动和普及母乳喂养，中华人民共和国政府也大力推广爱婴医院和母婴同室。母乳中营养成分能满足生后4-6个月内婴儿的营养需要。其中分娩后最初五天的乳汁呈淡黄色，质地粘稠，也称“初乳”，2周后的为“成熟乳”。初乳中蛋白质占约10%，成熟乳中蛋白质占1%。母乳含有丰富抗体，包括分泌性免疫球蛋白A以及乳铁蛋白、白细胞、溶菌酶及抗菌因子，为婴儿提供较多特殊的营养素，比如锌；另外，长链多元不饱和脂肪酸在初乳中较多。
在婴儿出生后的第三周，通常医师会补充维生素D。在出生两个月后，增加的辅食只是含有维生素C的新鲜果汁或蔬菜汁，目的是提高婴儿肠道吸收能力，防止出现贫血。婴儿出生时唾液腺发育不够完善，3个月以内婴儿唾液中淀粉酶低下，不宜喂淀粉类食物。
通常婴儿在4到6个月大的时候，可以开始摄入辅食；最初推荐的是淀粉类食物（4-6个月）；在7至9个月后，可以增加其他淀粉类和碎末化的肉类。但婴儿因人而异，选择最佳辅食开始时间与品种，需要咨询临床医生。单纯单次摄入一种食物，可以帮助父母识别出潜在的过敏原。

## 潜在致敏物
母乳喂养，可以预防出现儿童早期的过敏、异位性皮肤炎、牛奶过敏和哮鸣（英語：wheezing）。母乳喂养也可有较降低婴儿患有哮喘的风险。有些食物容易引起小孩过敏，其中包括：
- 蛋类
- 蜂蜜
- 花生（包括花生酱，可持续数年乃至成年[10]）
- 其他类型的坚果（可持续数年乃至成年[10]）
- 大豆[10]
- 小麦[10]
- 鱼、虾等海鲜[10]

## 营养安全

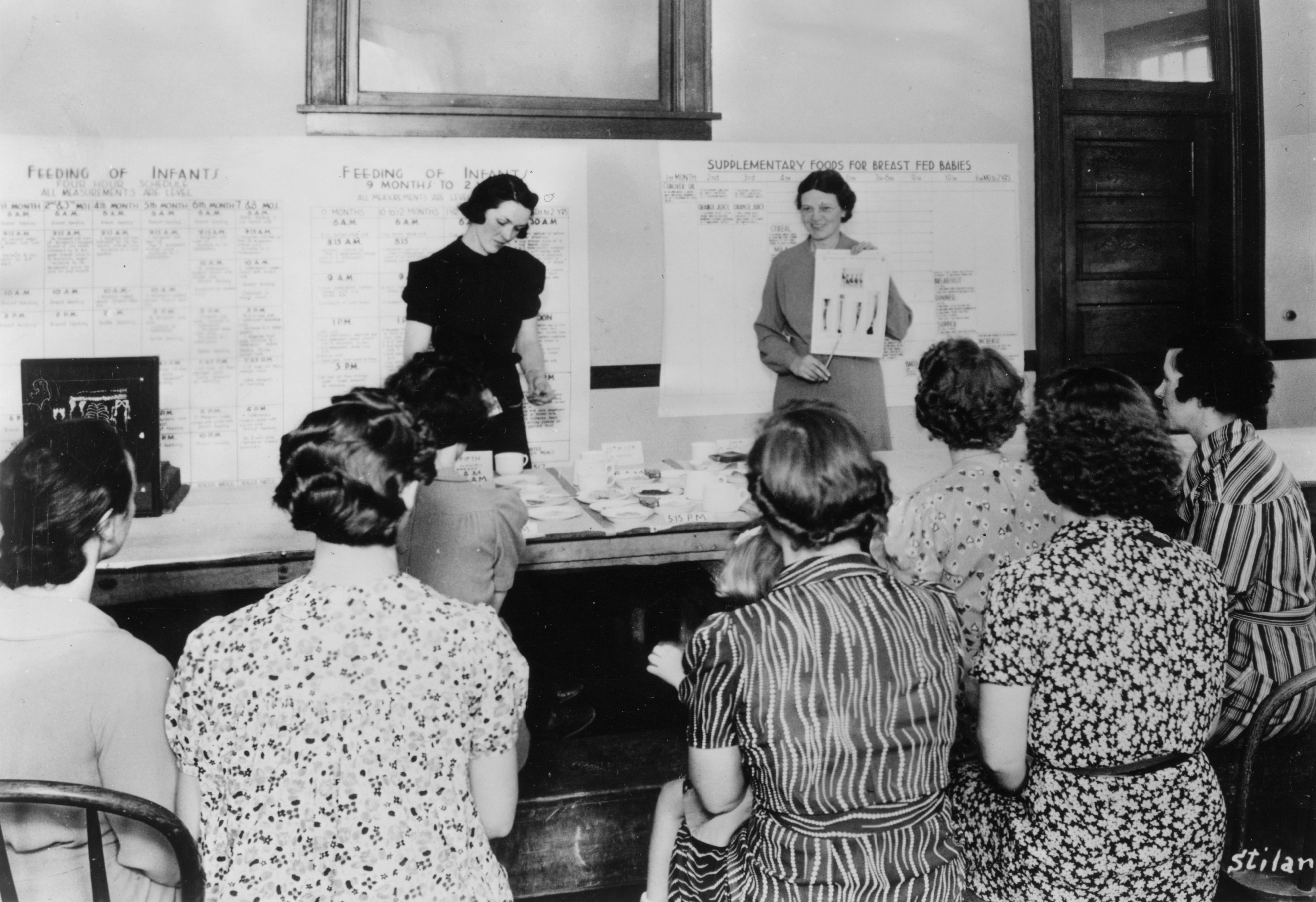
1945年美国俄勒冈州的一次母亲及婴儿营养讲座

如果婴儿患有胃肠道感染，他们可能无法摄入他们所需的足够液体或营养。食物中毒是一类严重的健康问题，特别是对于在家中的新生儿和幼儿。在美国，每年有80万种疾病影响到10岁以下的儿童。幼儿极易受到食物中毒感染，因为其免疫系统不足以抵抗食源性细菌感染。因此在处理和准备食物时，必须格外谨慎。

### 预防
洗手是保护婴儿安全的第一步。监护人的双手可以接触到细菌，进而将细菌带给婴儿。细菌含量较高的物体包括：
- 带有粪便和尿液的尿布
- 生的肉（英语：Raw meat）、家禽
- 未烹饪处理的海鲜、蛋类
- 狗、猫、乌龟、蛇、鸟类、蜥蜴
- 其他动物
- 土壤
- 其他儿童[11]

洗手可去除有害细菌、有助预防食物中毒。指导孩子好好洗手，有助于控制引起疾病的细菌传播。

### 配方奶制备
使用干质配方奶粉时，使用的水必须干净安全。稀释奶粉会降低婴儿在每次喂养过程中摄入的卡路里、维生素和矿物质的含量。营养素摄入不足会减慢婴儿的成长发育。奶粉制造商在容器包装上均有标注调制配方奶的说明。政府和非政府机构的援助，可将奶粉提供给难以购买到配方奶粉的消费者。过高温度可能会导致婴儿口腔烫伤，因此在调制配方奶时必须控制液体温度。

## 相关
- 新生儿低血糖（英语：Neonatal hypoglycemia）
- 2008年中国奶制品污染事件
- 阜阳劣质奶粉事件